# 自動列車警報装置
自動列車警報装置（じどうれっしゃけいほうそうち、AWS : Automatic Warning System）とは鉄道における自動列車保安装置の一種である。
原理は自動列車停止装置 (ATS) と同じとみなす。

## 主なAWS採用路線
イギリス
香港
九広東鉄（中国からの特急列車）